# صالحاوا (سقز)
قرية صالحاوا (بالكردية: ساڵحاوا) هي إحدى القرى التابعة لـتيله کو في ريف قسم زيويه من مقاطعة سقز، في محافظة كردستان الإيرانية.

## السكان
حسب إحصاءات سنة 2006، بلغ إجمالي السكان في صالحاوا 91 نسمة وعدد المساكن 15 مسكن. لغة سكان صالحاوا هي اللغة الكردية و هم من أهل السنة والجماعة والمذهب الشافعي.